# チャンドラー (アリゾナ州)
チャンドラー（英: Chandler）は、アメリカ合衆国アリゾナ州のマリコパ郡にある都市。フェニックス都市圏に含まれる。人口は27万5987人（2020年）。北と西はテンピに、北はメサに、西はフェニックスに、南はヒラ川インディアン居留地に、また東はギルバートに接している。市内には多数の質素なトラクト・ハウス（en:Tract housing）がある。インテルやオービタル・サイエンシズなど技術系会社のサテライト・オフィスもある。

## 歴史
1891年、アリゾナ準州では最初の獣医アレクサンダー・ジョン・チャンドラー博士がメサの南にある牧場に入植して、灌漑技術を勉強した。1900年には、18,000エーカー (73 km2) の土地を取得して、チャンドラーランチと当時呼ばれた町の計画を描き始めた。町の役場が1912年5月17日に開設され、同じ年にチャンドラー高校が設立された。1913年にはタウンセンターが設立され、アリゾナでは初めてのゴルフリゾートである豪勢なホテル・サンマルコスを目玉にした。
チャンドラー経済の大半は世界恐慌の間もうまく維持されていた（ただし、第2のサンマルコス・ホテルは恐慌のためにキャンセルされた）が、数年後の綿花価格暴落によって市民により深い影響を与えた。1941年のウィリアムス空軍基地の設立により、人口が幾らか急増したが、1950年でも人口3,800人に留まっていた。1980年、人口は3万人にまで成長し、それ以降はフェニックス都市圏の急速な成長に合わせ、巨大な郊外住宅地域が農業用地を飲み込んでいった。この成長はモトローラやインテルなど通信とコンピュータの会社が製造工場を設立したことで幾らかは加速されたが、多くの大企業が入ったにも拘わらず、チャンドラーはフェニックス大都市圏のベッドタウンと考えられることの方が多い。

## 地理
チャンドラーは北緯33度18分12秒 西経111度50分29秒 / 北緯33.30333度 西経111.84139度 (33.303237, -111.841328)に位置する。アメリカ合衆国国勢調査局に拠れば、市域全面積は58.0平方マイル (150.2 km2)、このうち陸地は57.9平方マイル (149.9 km2)、水面は0.1平方マイル (0.3 km2)で水域率は0.17％である。
チャンドラーはヒラ川インディアン居留地、テンピ、メサ、ギルバートおよびフェニックスに取り囲まれているために、郡部の飛び地で残っているところ以外物理的に拡張ができなくなっている。

## 人口動態

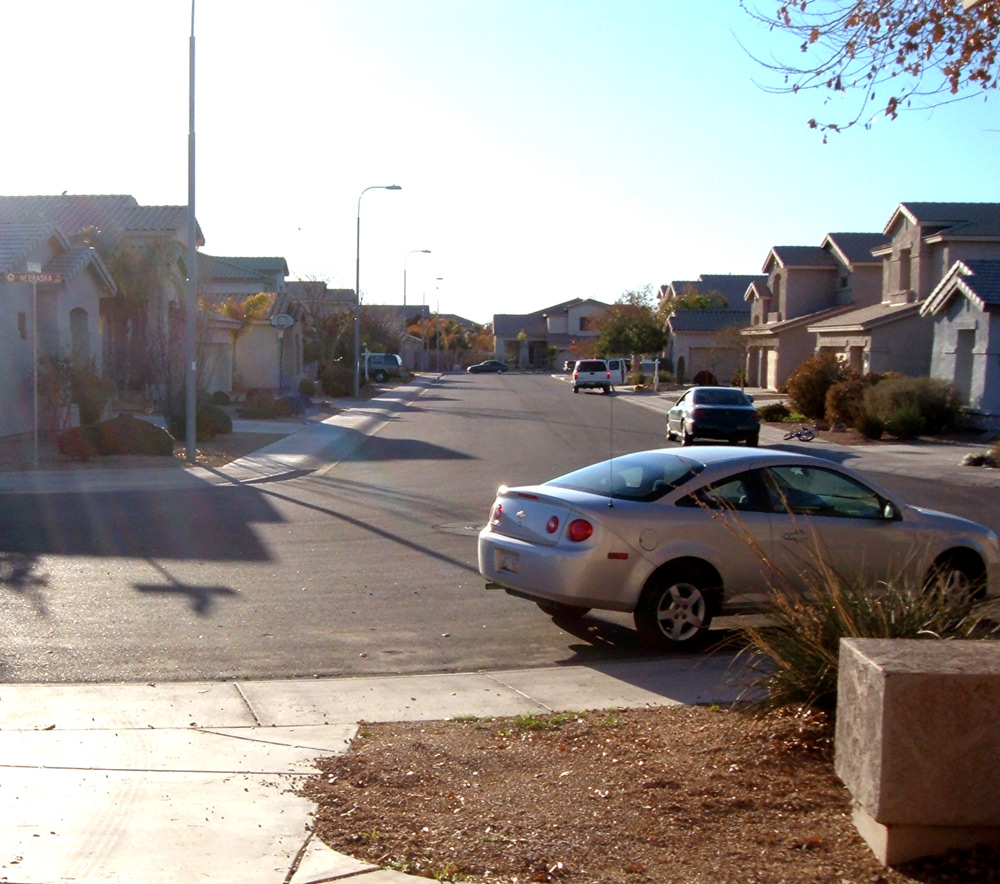
チャンドラーの典型的郊外地区

以下は2000年の国勢調査による人口統計データである。
| 基礎データ - 人口: 176,581人 - 世帯数: 62,377世帯 - 家族数: 45,410家族 - 人口密度: 1,177.7人/km2（3,050.5人/mi2） - 住居数: 66,592軒 - 住居密度: 444.1軒/km2（1,150.4軒/mi2） 人種別人口構成 - 白人: 76.19% - アフリカン・アメリカン: 3.48% - ネイティブ・アメリカン: 1.20% - アジア人:4.22% - 太平洋諸島系: 0.14% - その他の人種: 10.76% - 混血: 3.01% - ヒスパニック・ラテン系: 21.99% 年齢別人口構成 - 18歳未満: 29.8% - 18-24歳: 8.6% - 25-44歳: 38.0% - 45-64歳: 17.8% - 65歳以上: 5.8% - 年齢の中央値: 31歳 - 性比（女性100人あたり男性の人口） - 総人口: 99.7 - 18歳以上: 96.9 | 世帯と家族（対世帯数） - 18歳未満の子供がいる: 41.1% - 結婚・同居している夫婦: 57.5% - 未婚・離婚・死別女性が世帯主: 10.5% - 非家族世帯: 27.2% - 単身世帯: 19.3% - 65歳以上の老人1人暮らし: 3.6% - 平均構成人数 - 世帯: 2.82人 - 家族: 3.26人 収入と家計 - 収入の中央値 - 世帯: 70,456 米ドル - 家族: 81,720米ドル - 性別 - 男性: 44,578米ドル - 女性: 31,763米ドル - 人口1人あたり収入: 23,904米ドル - 貧困線以下 - 対人口: 6.6% - 対家族数: 4.6% - 18歳未満: 7.7% - 65歳以上: 8.0% |

2000年の国勢調査の後、チャンドラーは国内でも最も成長速度の速い都市の一つであり、2000年以来の成長率は20％以上となっている。チャンドラーは地理的に周りを取り囲まれているので、成長速度は低下するものと予測されている。

## 市政府
チャンドラーは市長、副市長および市政委員会によって運営されている。副市長は市政委員会の互選で選出される。市長、副市長および市政委員会委員は小さな選挙区ではなく全市選挙区から選出される。
市長:  ボイド・W・ダン

副市長:  ボブ・カカモ

市政委員会委員
- トリニティ・ドノバン
- リック・ヒューマン
- マット・オーランド
- ジャック・セラーズ
- ジェフ・ワイニガー

## 文化

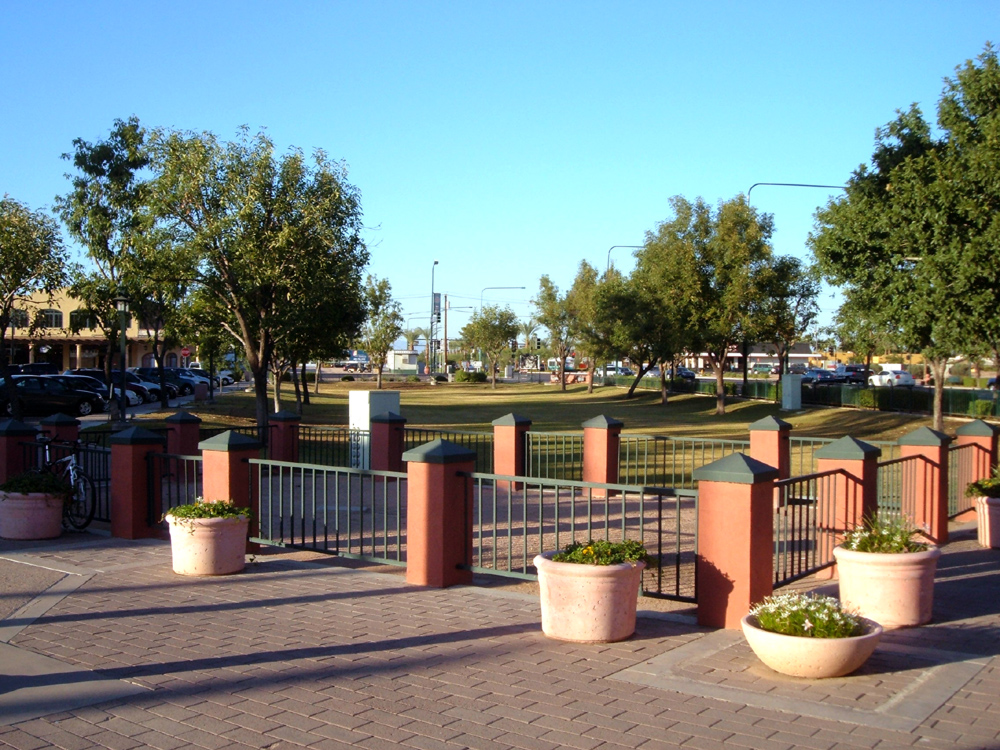
A.J.チャンドラー公園、中心街にある

チャンドラーは毎年開催されるオストリッチ・フェスティバルで有名である。当初、農業は綿花、トウモロコシおよびタバコを主にチャンドラーの産業の主力だった。1910年代、この地域にはダチョウ農園があって、当時の女性の帽子用羽根飾りに対する需要に応じていた。この需要は自動車の普及と共に減っていったが、ダチョウ農園の遺産がオストリッチ・フェスティバルとして受け継がれた。1,500席の地域公演会場であるチャンドラー芸術センターが中心街にあり、アリゾナ鉄道博物館はタンブルウィード公園にある。

## 経済
コンピューター・チップの製造者インテルは市内に4カ所の拠点を持ち、市の成長戦略に重要な役割を持っている。最初の工場は現在の環境性能評価システム指標のもとで、「環境的に持続可能」であることと指定されている。その他のハイテク製造業は地元政府と協業を図っており、2007年の非公務員労働者の約25％を雇用している。アリゾナ州では2000年以来この分野での人口当たり雇用成長率は低下してきたが、半導体やその他の電子部品製造業は大半が影響を受けていない。正味新規の被雇用者の訓練のために、一連の特別助成金がフェニックス都市化地域に導入され（27,000人の労働者が他の地域社会で働くために通勤している）この産業での大きな市場占有率に結実した。
2003年以降、2,900以上の雇用と総計30億ドルにおよぶ投資が、いわゆる南アリゾナ回廊の中のアリゾナ・アベニューとギルバート道路の間で、プライス・フリーウェイとサンタン・フリーウェイ沿いに生まれてきた。
3カ所のショッピングモールが開放的で脚光を浴びているチャンドラー商業圏に「強い吸引力」をもたらした。130万平方フィート（12万平方メートル）のチャンドラー・ファッションセンターが2001年にオープンし、幾つかの中庭と通路を持つモールの開発に拍車を掛けた。回廊の南端にあって、ウォルマートが南のハント・ハイウェイからも「大きな消費者人口」をもたらすことで、事業可能性を高めてくることが期待され、フェニックス都市圏全体の住人や州内小売業者の見解における「この地域のイメージや見方」を変えることになると期待されている。成功のための「歴史的性格があって魅力ある」北部は「南部にまで成長可能である。」

## 教育

### 初等・中等教育
チャンドラーの大半はチャンドラー統合教育学区によって教育が運営されている。環状101号線より西の地域はカイリーン初等教育学区とテンピ統合高等教育学区によって運営されている。環状101号線の東とワーナー道路の北はメサ公共教育学区によって運営されている。チャンドラーのサンビンセント地区はギルバート公共教育学区によって運営されている。
チャーター・スクール、キリスト教学校、教区経営学校、マグネット・スクールや「伝統的」アカデミーと共に利用できる。

### 高等教育
13,000人の学生を集める2年制のチャンドラー・ギルバート・コミュニティ・カレッジは、市内東部、ギルバート市との市境近くにある。私立の教育機関としてはウェスタン国際大学とアポロ・グループの傘下にあるフェニックス大学がある。アリゾナ州立大学はテンピ中心街から14マイル (22 km) の位置にある。

### 公共図書館
チャンドラー公共図書館はチャンドラー市だけでなく、広くフェニックス・イースト・バレーから利用できる。主図書館はチャンドラー中心街にあり、他に3カ所、サンセット、バシャ（バシャ高校内）およびハミルトン（ハミルトン高校内）の支所が市内にある。
公営住宅に住む家族に読み書きの修得と図書館の利用を促進する家族識字能力プロジェクトの一部として、チャンドラー公共図書館の係員が3カ所の公営住宅団地を訪問し、各所で4週間のプログラムを運営している。

## 公共事業

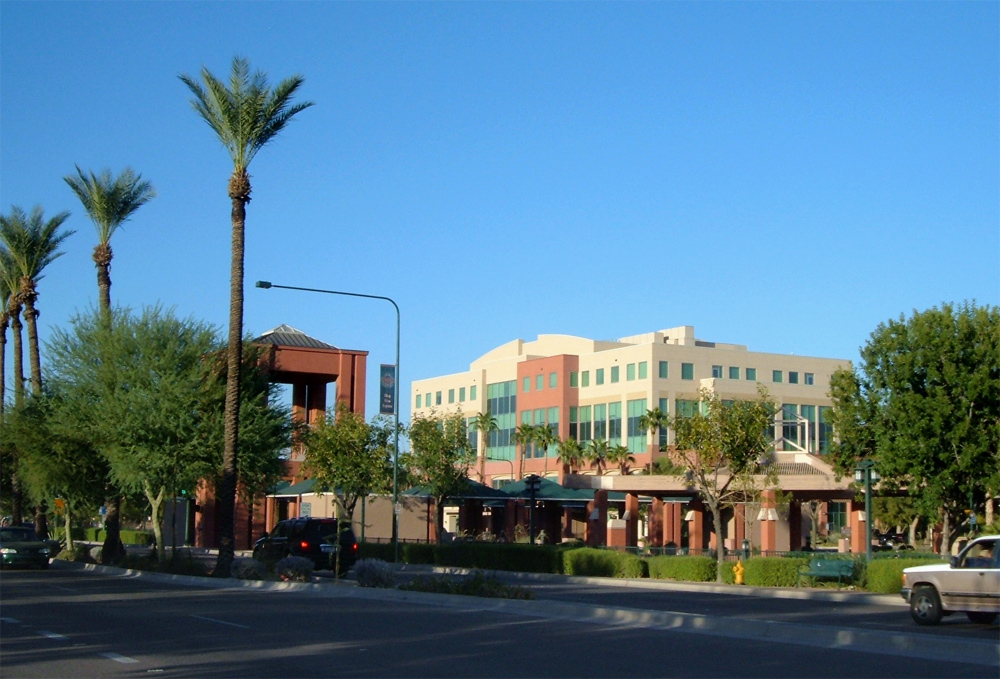
チャンドラー中心街の歴史地区

チャンドラー社会事業局はレクリエーション、フィットネス、文化、芸術および教育の機会を授業、プログラムおよび特別行事という形で住民に提供している。この局はチャンドラー古中心街にあり、コミュニティセンター、高齢者用センター、多くの地区と地域社会の公園、2カ所のレクリエーションセンターおよび6カ所の水環境センターを運営している。
チャンドラーにおけるリクリエーションとしては、住民や訪問者の様々な興味と技術レベルに応じて、多くのスポーツや活動、趣味に参加するための施設を備えている。季刊の雑誌「ブレイクタイム」を発行し、市内の多くの施設で無料で配布され、インターネットのBreak Timeでも閲覧可能である。
チャンドラー市社会事業局とそのレクリエーション水環境部を通じて利用できるプログラムの例としては、水泳教室、アリゾナ旅行シリーズ、ジュニア・テニス・クリニックとリーグ、青年クラスとプログラム、青年スポーツ、放課後10代レクリエーションセンター、夏季青年スポーツ・キャンプと芸術キャンプ、フィットネス・クラス、グループ・エアロビクスとダンス教室、自然と持続可能な生活コース、成人教室、スポーツとアウトドア・リクリエーション・プログラム、高齢者教室とプログラム、障害のある青年と成人のための治療的レクリエーションとスペシャルオリンピックス・プログラムなどがある。
市内のタンブルウィード・パークは様々な特別行事を1年中開催しており、毎年開催されるオストリッチ・フェスティバル、独立記念日花火大会、および10月に開催されるデイ・オブ・プレイなどがある。
2009年7月23日、ワシントンD.C.に本拠を置く全国的非営利法人 Kaboom! が、チャンドラー市を2009年の「アメリカ合衆国の遊び心のある都市」に指定し、これで3年連続となった（発表がはじまってから3回目であり、3年連続の獲得は全米で22都市だった）。チャンドラー市はその多くのレクリエーションの魅力、公園や水環境センターによって遊びを優先とする革新的アプローチを採っていると認められてきた。
チャンドラー・ハイツ地域社会施設にある環境教育センターは最近、「公園の地域開発と景観」の分野で、バレー・フォワードの権威有る「環境優秀賞」を獲得した。
1938年に建設されたプエブロ復古様式の家屋であるマッカロー・プライス・ハウスが、2001年にプライス・プロップストラ家からチャンドラー市に寄贈された。市はこれを改修し、2007年に公開した。この家屋はチャンドラー博物館の一支所として、入れ替え展示を行い、チャンドラー観光センターを収容し、空間の貸し出しも行っている。2009年6月12日、マッカロー・プライス・ハウスは、保存に値するアメリカの歴史と文化の資源として公式に登録されるアメリカ合衆国国家歴史登録財に付け加えられた。チャンドラー博物館がこの施設を運営している。場所はチャンドラー・ビレッジ大通り300S、チャンドラー・ファッションセンターの南西である。
2009年8月28日、チャンドラー社会事業局はアリゾナ州公園・レクリエーション協会賞を3つ受賞した。すなわち、傑出した設備（メスキートグラブス・水環境センター）、傑出した地域社会特別行事（ウーフストック）および傑出した成人活動プログラム（チャンドラー高齢者センター愛国プロジェクト）に対する賞である。
チャンドラー市の他のレクリエーション部および社会事業局の設備としては以下のものがある。
| - コミュニティセンター - 高齢者センター - スネディガー・レクリエーションセンター - タンブルウィード・レクリエーションセンター - タンブルウィード・パーク - 6カ所の水環境センター、プールおよびスプレー・パッド - ベテランス・オアシス公園の環境教育センター - チャンドラー博物館 | - マッカロー・プライス・ハウス - 3カ所の10代センター - テニス・センター - ベア・クリークのゴルフコース - 地区および地域社会の公園 - 犬の散歩のための3カ所のバーク・パーク - 1カ所の自転車公園 - 1カ所のスケート公園 |

## 交通

### 住所表示
チャンドラーの編入済領域の大半は、イーストバレーのギルバート、メサおよびテンピ各都市と同様に、フェニックスやマリコパ郡の仕組みとは異なる住所表示システムを持っている。南北を貫く通りはアリゾナ・アベニューであり、アリゾナ州道87号線とも呼ばれている。チャンドラー・ブールバードから2街区南のコモンウェルス・アベニューが東西の幹線である。チャンドラー・ブールバードからレイ道路まで市内の延伸部に重要な例外はあるが、住所表示は格子の上の1マイルごとに1000ずつ増加して表されている。チャンドラー市が農業を主とする田園であった時期における郡の住所表示の名残が、幾つかの地区や通りの名前（90番地、132番通りなど）および市域に囲まれる郡の飛び地に残されている。

### 空港
チャンドラー市民空港は環状202号線の南、市の中心部に位置する滑走路2本の一般航空用空港である。ヒラ川インディアン居留地にある記念空軍基地が将来に市で使うことになるかもしれない。チャンドラー市は、数マイル東にあり、2009年8月時点で16都市から利用されているフェニックス・メサ・ゲイトウェイ空港公社の会員となっている。地域住民の大半はチャンドラー中心街から20マイル (32 km) にあるフェニックス・スカイハーバー国際空港を使い続けている。

### シティバス
チャンドラー市はバレー・メトロを使っている同じような大きさの他都市と比較して、大変限られたバス運行しか行われていない。地元のバス路線は市から数マイルで終点となるか、市域内に限られている。現在、市内中心街近くから2本の急行バスルートが出ており、新しく南部の方にパークアンドライドの設備ができた。過密状態が強まり、物理的に発展可能性の限られたチャンドラー市はバス運行システムの強化を含め代替交通手段を追求している。この目標は市に基盤を置く交通予算を、郡を単位にするものに置き換える提案400号によって部分的に達成されてきた。その結果、72番系統、96番系統（2008年7月28日以降）と156番系統の本数が増加し、またこの3系統の日曜の運行も増えた。しかし、他の系統はまだ「スーパーグリッド」の状態に転換されていない。

### フリーウェイ
チャンドラー市にはアクセスの限られた高規格道路が3本ある。
- 環状202号線すなわちサンタン・フリーウェイは2006年に市内を通る部分が完成し、ペコス道路配列にそって市内の中央部を横切っている。
- 環状101号線すなわちプライス・フリーウェイは2001年に完成し、チャンドラー市西部を他の部分と分断した。2007年時点で市内被雇用者1万人以上がプライス道路回廊に沿って住んでいる。そこにあるエアープロダクツ社のパイプラインは都市圏の中でもユニークなものになっている。ペコスの南では、フリーウェイがヒラ川インディアン居留地で止まっている。
- 州間高速道路10号線は市の最西端にある。道路の向かい側はフェニックス市のアーワツキー地区である。

### 鉄道

#### 従来型鉄道
チャンドラー市内にはユニオン・パシフィック鉄道の単線の枝線が2本走っている。1本はカイリーン道路配列を横切り、現在はローンビュート産業公園が終点である。もう1本はアリゾナ・アベニューの東を走り、元第二次世界大戦時のグッドイヤーの企業城下町のあった場所近くが終点である。この2線を使った通勤列車運行は現在検討中である。

#### ライトレール
現在市内でライトレールは承認されていないが、ライトレールを含む大量輸送機関が他の地域や地方の計画に取り上げられてきた。市当局は2007年に地域のライトレール当局であるメトロ・ライトレールに加入し、2020年にも運行開始を期待している。市内を通る当初経路はルーラル道路上、テンピ南ライトレール線となる可能性が強い。

## ラジオとテレビの免許
チャンドラーではラジオ放送免許がKMLE1局に与えられているだけである。

## チャンドラーに関わりのある有名人
- ルイ・エスピノザ - アリゾナ州では初のボクシング世界チャンピオン[12]
- アダム・アルチュレータ - NFLアメリカンフットボール選手、シカゴ・ベアーズ[13]
- クレイ・ベリンジャー- 元MLB野球選手、2007年リトルリーグ・ワールドシリーズではチャンドラー・ナショナルLLの監督[14]。MLB選手のコディ・ベリンジャーの父であり、コディもチャンドラー出身。
- メリッサ・ブール - 自転車競技のダウンヒルとマウンテンクロスでチャンピオン[15]
- T・J・クラーク - NASCARのドライバー[16]
- レナード・デイビス - NFLアメリカンフットボール選手、ダラス・カウボーイズ[17]
- アンドレ・イーシアー - MLB野球選手、ロサンゼルス・ドジャース、チャンドラー・ギルバート・コミュニティカレッジ卒[18]
- ネルソン・フィゲロア- MLB野球選手、ニューヨーク・メッツ、ピッツバーグ・パイレーツ、ミルウォーキー・ブルワーズ、フィラデルフィア・フィリーズ、アリゾナ・ダイヤモンドバックス
- ゾラ・フォリー - 元ヘビー級ボクサー、フォリー通りに名を残す[19][20]
- チャニング・フライ - NBAバスケットボール選手、フェニックス・サンズ
- アレクサ・ハビンス - 女優、オール・マイ・チルドレンに出演[21]
- アントニー・ハマレイネン - メロディック・デスメタルバンド、ナイトレイジのリードボーカル[22]
- Ice-T - ラッパー、俳優、一時的居住者として妻と共にチャンドラー市に在住[23]
- ウェイロン・ジェニングス - カントリー・ミュージシャン
- タンク・ジョンソン - NFLアメリカンフットボール選手、シンシナティ・ベンガルズ[24]
- マイク・クルツェック - 元NFLアメリカンフットボール選手、アリゾナ・カージナルスの攻撃作戦家
- マット・リーナート - アリゾナ・カージナルスのクォーターバック、元はUSCのスター・クォーターバック[25]
- デイリー・マテラ - 著作家、コラムニスト[26]
- ドノバン・マクナブ - NFLアメリカンフットボール選手、フィラデルフィア・イーグルス、NFLのオフシーズンには妻や子供達と共にチャンドラー市に在住[27]
- ショーン・マイケルズ - プロレスラー、WWE、チャンドラー市生まれ[28]
- ジョン・オキャラハン - ザ・メインのリードボーカル
- アルベルト・アルバロ・リオス - 詩人、著作家、学者[29]
- ブレナ・サカス - 2006年ミス・アリゾナ[30]
- ダーネル・ステンソン - 元MLB野球選手、2003年にスコッツデールで誘拐され、チャンドラーで射殺された。
- テレル・サッグス - NFLアメリカンフットボール選手、ボルチモア・レイブンズ、ハミルトン高校卒[31]
- イン・タム - カンボジアの政治家、チャンドラーで死去[32]
- リンゼー・テイラー - WNBA選手、シアトル・ストーム.[33]
- ブライアン・アーラッカー - NFLアメリカンフットボール選手、シカゴ・ベアーズ
- ローレンス・ウェストブルック - 大学バスケットボール選手、ミネソタ・ゴールデンゴーファーズ
- グレッグ・バニー - メジャーリーグサッカー選手、D.C. ユナイテッド[34]
- ザ・オッド・ワンズ・アウト - YouTuber